# حيد شاحط (عمد)

تعديل مصدري - تعديل

حيد شاحط هي إحدى قرى  بمديرية عمد التابعة لمحافظة حضرموت، بلغ تعداد سكانها 129 نسمة حسب تعداد اليمن لعام 2004.